# Dimitrija Lazarevski
Dimitrija Lazarevski (23 de Setembro de 1982, Skopje, Albânia) é um futebolista macedônio que joga como zagueiro no Besa Kavajë da Albânia.